# MG-81
MG 81 (официально: нем. 7,92 mm-Flugzeugmaschinengewehr 81) — 7,92-мм немецкий авиационный пулемёт периода Второй мировой войны.

## История
MG. 81 был разработан фирмой Mauser на основе конструкции опытного пулемёта MG. 32 для замены авиационных пулемётов MG. 15 и MG. 17, ранее принятых на вооружение Люфтваффе. Основными задачами, поставленными перед разработчиками, являлись унификация авиационного вооружения, повышение тактико-технических характеристик и технологичности производства нового пулемёта.
Производство началось в 1939 году, серийное производство было освоено в конце 1939 года и продолжалось по 1945 год. Только в период с начала 1939 до конца 1944 года было выпущено свыше 46 тысяч пулемётов MG. 81 всех модификаций.

## Варианты и модификации
- Авиационный пулемёт MG. 81[1][2] — выпускался в турельном, крыльевом и синхронном вариантах. Первые пулемёты были выпущены со стволом длиной 600 мм, однако в серийное производство поступил вариант с 475-мм стволом. Использовались на самолётах Do. 217, Fw. 189, Ju. 88, He. 111H и др.
- Ручной пулемёт MG. 81 — пехотный вариант, снабжён двуногой сошкой и прикладом.[1]
- MG. 81 Z[2] — представленный в 1942 году спаренный пулемёт с двусторонним ленточным питанием, имевший массу 12,9 кг, ту же длину и скорострельность более 3200 выстрелов в минуту, расстояние между каналами стволов — 56 мм.[2]

## Страны-эксплуатанты
- Нацистская Германия — принят на вооружение Люфтваффе в 1938 году. В основном поступал на вооружение Люфтваффе, но некоторое количество MG. 81 поступало в Кригсмарине, где их устанавливали в зенитные установки на катерах и транспортных судах[3]. Весной 1943 года ручные пулемёты MG. 81 начали поступать на вооружение «восточных» вооружённых формирований, принимавших участие в антипартизанских операциях[4]. С 1944 года они начали поступать на вооружение авиаполевых дивизий Люфтваффе, однако к июлю 1944 года на складском хранении ещё оставалось 33164 шт. неиспользуемых пулемётов этого типа (20 396 шт. авиационных пулемётов MG. 81 и 12 768 шт. спаренных пулемётов MG. 81Z)[1]. После создания осенью 1944 года фольксштурма — также на его вооружение.